# 영국-이집트령 수단
영국-이집트령 수단(Anglo-Egyptian Sudan)은 1899년부터 1956년까지 오늘날 수단과 남수단 지역을 다스리던 이집트 왕국과 대영제국의 공동 통치령이다. 법적으로 주권과 행정권은 영국과 이집트가 공유했으나 실질적인 통치권은 대체로 영국이 가지고 있었다. 1952년 이집트 혁명 이후 이집트와 영국 사이의 협정에 따라 수단 지역은 수단 공화국으로서 독립을 얻었다.

## 배경

### 이집트와의 합병

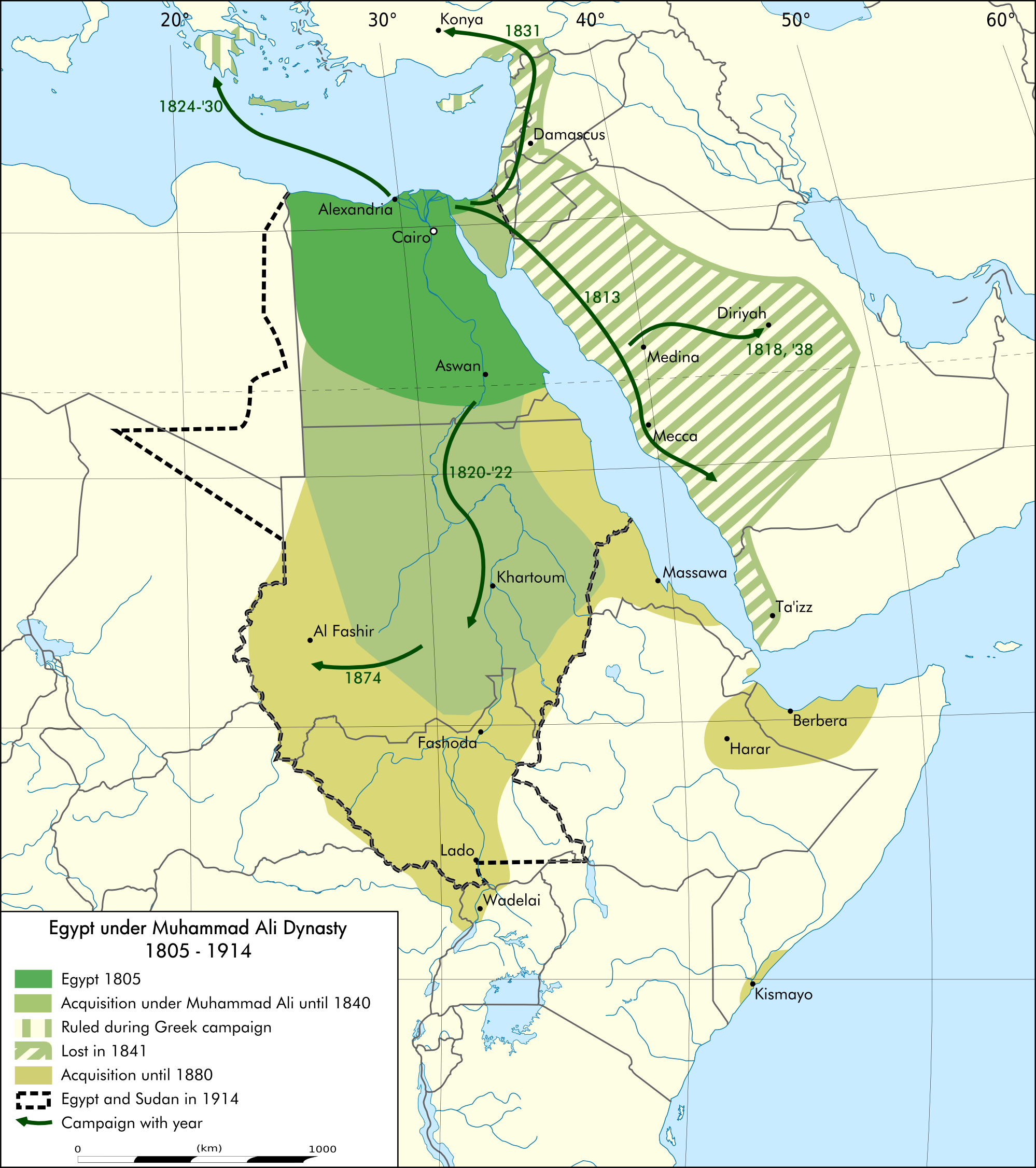
무함마드 알리 시대의 이집트

1820년 이집트 태수였던 무함마드 알리의 군대가 이스말리 파샤와 함께 수단을 정복한다. 이 지역은 언어적, 종교적, 경제적, 문화적으로 이집트와 가까웠으며, 오랜 시간 동안 파라오에 의해 지배받은 이후부터 부분적으로 같은 정부 하에 있었다. 무함마드 알리는 오스만 제국을 대신해 그의 권력을 확장시키는 정책을 추진중이었고, 수단은 이러한 그의 이집트 자치령에 편입될 가치가 있다고 보았다. 그와 그의 후손의 통치 기간 동안, 이집트와 수단은 한 국가가 되어 정치적 통합을 이루었는데, 이는 무함마드 알리의 손자 때에 확립되었다. 이 때 수단의 대부분 지역이 이집트에 병합되었고 오늘날의 수단 국경의 기틀이 마련되었다.

### 영국의 개입
1869년 수에즈 운하가 개통되자 이집트와 수단의 경제적, 전략적 중요성은 더욱 부각되었고, 제국주의 열강들은 이 지역에 관심을 갖게 되었다. 특히 영국은 1879년 이스말리 파샤 정부에 외채를 전가했고, 이스말리 파샤를 대신하여 튜피크 파샤가 집권하게 하는데 압력을 넣었다.
튜피크의 집권은 이집트와 수단의 민족주의자들을 분노하게 했는데, 그 이유는 영국과 같은 유럽 정부와 상인들의 영향력 확대를 달가워하지 않았기 때문이다. 이러한 상황은 결국 오라비 혁명을 일으키는데 기여했다. 이러한 왕권의 위협에 튜피크는 영국에게 도움을 요청했다. 1882년 튜피크의 지원 하에 영국군은 알렉산드리아를 폭격했고, 이집트를 침공하였다. 영국군은 카이로의 오라비 정부를 붕괴시키고, 나머지 이집트와 수단 지역을 정복했다. 튜피크의 왕권은 유지되었지만 실질적인 정치는 1932년까지 영국이 가지고 있게 된다.

### 마흐디 혁명
영국군의 이집트 및 수단 정복은 이집트와 수단의 민족주의자들을 실망시켰다. 북부 이집트에서 카이로, 알렉산드리아, 수에즈 운하를 보호하겠다는 명분으로 영국군이 주둔하게 되자 튜피크와 그의 유럽 지지자들에 대한 반대 세력이 이집트에서 방해를 받기 시작했다. 대조적으로 수단에 주둔한 영국군 병력은 제한되어 있었기 때문에, 수단 민족주의자들은 폭동을 일으키기 쉬웠으며, 실제로 그러한 폭동이 발생했다. 
무함마드 이반 압달라가 이끄는 수단 반란군은 종교적이자 정치적인 성격을 지녔다. 압달라는 영국군을 쫓아내고자 했을뿐만 아니라, 서구 편향적인 이집트 왕국을 전복시키려했다. 압달라는 이집트 민족주의자들의 지원을 얻어 튜피크를 사로잡았고 영국군을 몰아내는데 거의 성공했다. 이 반란은 하르툼의 함락과 찰스 조지 고든의 죽음으로 1885년 끝났다. 
압달라의 공격으로 수단 대부분 지역에서 이집트 및 영국군은 철수했다. 압달라의 종교적 정부는 수단 전역에서 샤리아를 적용시켰고, 영국군이 이집트와 수단에서 완전히 철수할 때까지 무장투쟁을 지속해야 한다고 강조했다. 하르툼 함락 6개월 후에 압달라가 죽었지만 그의 승계자였던 압둘라히 이븐 무하마드는 1887년 에티오피아 제국을 침공해 곤다르까지 진출했고, 1889년 북부 수단고 이집트의 지배자로 남았다. 압둘라히의 정권은 예전 투르크 세력과 수단 부족 연맹체에 의해 붕괴되었다.

## 공동통치령 시대
1934년에 이탈리아령 리비아에 사라 삼각지대를 팔았다.